# スパゲッティ・アッラ・ナポレターナ

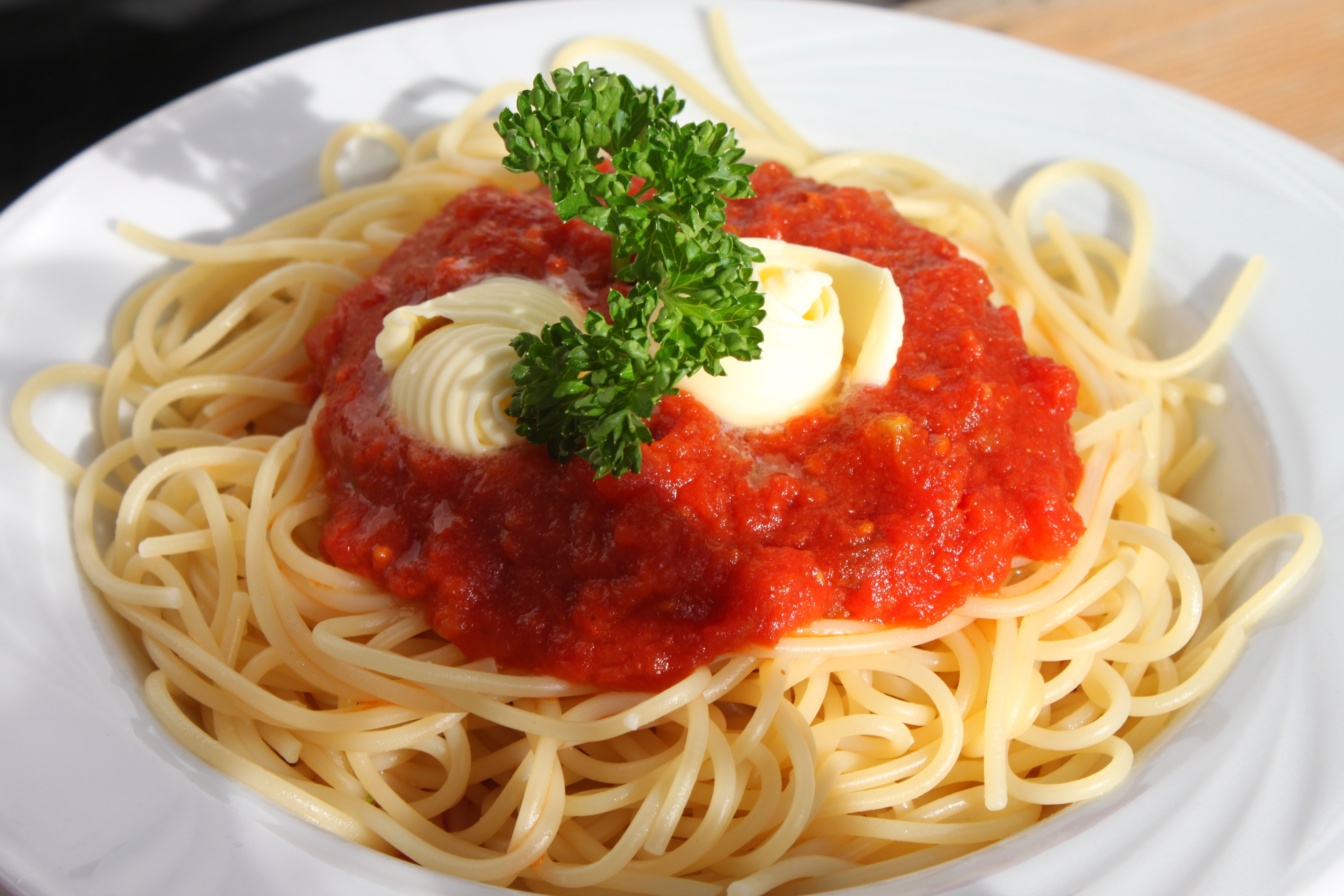
スパゲッティ・アッラ・ナポレターナ

スパゲッティ・アッラ・ナポレターナ（イタリア語: Spaghetti alla napoletana）は、トマトソースを用いたスパゲッティとして最もシンプルな料理である。イタリア語名は「ナポリ風スパゲッティ」という意味で、古くからあるナポリ料理の一つである。日本で創作され、トマトケチャップを多用するスパゲティ料理のナポリタンとは別の料理である。

## 起源
イタリアには1500年代にトマトが持ち込まれたが、当時はサクランボほどの大きさの黄色い果実を観賞するもので、食用にはされていなかった（イタリア語でトマトをポモドーロ（pomo d'oro）というが、これはその果実を「金色のリンゴ」と呼んだことにちなむ）。その後、遅くとも18世紀後半には食用として赤く大きな果実を採るようになり、ナポリ料理にも取り入れられた。そして18世紀末には pummarola'n coppa（トマト乗せ）のパスタは、ナポリの料理店ではありふれたメニューとなった。スパゲッティ・アッラ・ナポレターナは、17世紀初頭のシチリア島で港湾労働者が食べていたものに由来するが、その当時はトマトソースではなく小さく刻んだトマトを乗せただけのものであった。
「スパゲッティ」として言及されたのは1836年のピアチェンツァ地方の辞典が最初であるが、トマトソースを用いたパスタについての記述は1790年に遡り、フランチェスコ・レオナルディが著した料理書 Apicio moderno（「現代のアピシウス（レシピ集）」の意）に現れる。

## 調理
ソース（ナポリ人はプンマローラ（pummarola。pomo d'oro のナポリ方言で、トマトそのものだけでなくトマトソースも指す）と呼ぶ）は、以下の工程で作られる。まず、ニンニクとクローブをオリーブ・オイルで炒めて香りを移したのち、クローブを取り除く。この油にトマト（またはトマトペーストを適量の水で溶いたもの）とバジルの小枝を加えてゆっくりと煮詰めた後、これを濾してトマトの皮と種を取り除く。なお、古いレシピではバジルの代わりにペパーミントを用いるとされている。これに塩と好みにより少量の砂糖で味付けをする。温め直したソースを茹で上げたスパゲッティにかけて供される。